# Okręg West Coast
Okręg West Coast (do 2010 Okręg Western) – jest jednym z pięciu okręgów w Gambii.
W skład okręgu wchodzi 9 dystryktów:
- Foni Bintang-Karenai
- Foni Bondali
- Foni Brefet
- Foni Jarrol
- Foni Kansala
- Kombo Central
- Kombo East
- Kombo North/Saint Mary
- Kombo South